# 三國志 (吉川英治)
三國志（日语：三国志、さんごくし）是日本大眾小說作家吉川英治的一部歷史小說，最初於1939年至1943年在《中外商業新報》（現《日本經濟新聞》）上連載，內容大部分改編自中國歷史小說《三國演義》及日本僧侶湖南文山（筆名）所著的《通俗三國志》。彙整出版的小說共有10卷，包括自桃園結義至魏延反叛（三國演義第1回至105回）的三國歷史，總銷量超過了2000萬冊。橫山光輝於1970年代開始連載的漫畫版《三國志》，即是以本作為基礎改編的長篇作品。